# Fraunhofer-Institut für Bauphysik
Das Fraunhofer-Institut für Bauphysik IBP (kurz: Fraunhofer IBP) ist eine Einrichtung der Fraunhofer-Gesellschaft. Das Institut hat seinen Hauptsitz in Stuttgart. Zentrale Aufgabe ist die angewandte Forschung auf den Gebieten der Bauphysik. Das Institut wurde 1929 gegründet.

## Geschichte
Im Jahr 1929 wurde das Institut als Verein zur Förderung der Anstalt für Schall- und Wärmetechnik an der Materialprüfungsanstalt der Technischen Hochschule in Stuttgart gegründet. Nach Kriegsende im Jahr 1947 erhielten die Verantwortlichen die Genehmigung, das Institut für Technische Physik (ITP) der Technischen Hochschule in der ehemaligen Baubaracke in Stuttgart-Degerloch, im Postbunker Sillenbuch und in der Forschungsanstalt Graf Zeppelin in Ruit zu betreiben. Mit Spenden der Industrie konnte im Jahr 1951 schließlich ein eigener Institutsneubau in Stuttgart-Degerloch realisiert werden. Im selben Jahr wurde auch der Standort Holzkirchen mit einer Freilandversuchsstelle auf einem ehemaligen Flugplatz errichtet.
1958 kam es zur Angliederung des ITPs an die Fraunhofer-Gesellschaft und zugleich zur Auflösung des Vereins »Institut für Technische Physik«. 1971 erhielt das Institut seine jetzige Bezeichnung »Fraunhofer-Institut für Bauphysik IBP«. An den heutigen Stuttgarter Standort, dem Fraunhofer-Campus in Vaihingen, zog das Fraunhofer IBP 1983. Hier befinden sich neben vier weiteren Fraunhofer-Instituten ein gemeinsames Fraunhofer-Verwaltungs- und Hörsaalgebäude. Diese lokale Veränderung ging mit einer räumlichen Erweiterung einher – im selben Jahr wurde das modern eingerichtete Technikum mit 3600 m² Laborfläche in Betrieb genommen. Über die Jahre folgten zusätzliche Erweiterungsbauten an beiden Standorten, die eine weitreichende Forschung auf dem Gebiet der Bauphysik ermöglichen. 2016 öffnete zudem das Fraunhofer-Zentrum für energetische Altbausanierung und Denkmalpflege Benediktbeuern, das dem Fraunhofer IBP angehört, seine Tore für die Öffentlichkeit.

## Leitung in Personalunion
Lehrstuhl für Bauphysik der Universität Stuttgart, ab 2016 Institut für Akustik und Bauphysik (IABP):
- 1929–1964: Hermann Reiher (1894–1989)
- 1964–1977: Karl Gösele (1912–2004)
- 1977–1990: Fridolin Mechel (1930–2014)
- 1990–2003: Karl Gertis (1938–2025)
- 2003–2014: Klaus Peter Sedlbauer (* 1965)
- seit 2016: Philip Leistner (* 1964)

Lehrstuhl für Bauphysik der TU München:
- 2004–2014: Gerd Hauser (1948–2015)
- 2014–2022: Klaus Peter Sedlbauer (* 1965)

## Forschung und Entwicklung
Die Anwendung bauphysikalischer Grundsätze bildet das Fundament der Forschungs- und Entwicklungsarbeit des Fraunhofer-Instituts für Bauphysik IBP. Neben klassischen bauphysikalischen Themen wie Akustik, Energieeffizienz, Raumklima, Hygiene und Sensorik, Baustoffrecycling sowie Hygrothermik forscht das Institut an einer großen Bandbreite an Vorhaben mit hoher gesellschaftlicher Relevanz. So geht es beispielsweise darum, Schulen oder Arbeitsräume integral zu gestalten, die Mobilität umweltfreundlicher und nachhaltiger zu machen oder das energetische Potenzial ganzer Städte auszuloten. Produkte, Prozesse und Dienstleistungen unter ökologischen, ökonomischen, sozialen und technischen Gesichtspunkten zu analysieren und sie der ganzheitliche Bilanzierung zu unterziehen, bilden weitere Arbeitsschwerpunkte.
Zusammen mit Industriepartnern arbeitet das Fraunhofer IBP an der Markteinführung neuer und umweltverträglicher Baustoffe, Bauteile und Bausysteme. Zu den klassischen Kunden zählen Unternehmen der Bauindustrie, dem Maschinen- und Anlagenbau, Bauträger und Architekten, Planer und Behörden sowie öffentliche und private Bauforschungsträger.
Einige Labore und Prüfeinrichtungen sowie eines der größten Freilandversuchsgelände am Standort Holzkirchen ermöglichen bauphysikalische Untersuchungen. Labormesstechnik und Berechnungsmethoden sollen Bauprodukte für den praktischen Einsatz optimieren. Untersuchungen in Modellräumen, im Prüffeld und am ausgeführten Objekt dienen der bauphysikalischen Erprobung von Komponenten und Gesamtsystemen für den Neubau wie für den Sanierungsfall.

## Lehre
Am Institut für Akustik und Bauphysik (IABP) der Universität Stuttgart und seit 2004 am Lehrstuhl für Bauphysik an der TU München vermitteln Forschende des Fraunhofer IBP ihr fundiertes bauphysikalisches Fachwissen und realisieren in enger Kooperation mit den beiden Institutionen verschiedene Forschungsvorhaben. Die Promotionskollegs „Climate – Culture – Building“ und „Menschen in Räumen“ sollen die Grundlagenforschung zum klimagerechten Bauen und zu den Wechselwirkungen zwischen Räumen und Menschen fördern.

## Netzwerke und Kooperationen
Das Fraunhofer IBP ist geschäftsführendes Institut der Fraunhofer-Allianz Bau. Die Geschäftsstelle der Allianz ist am Standort Holzkirchen angesiedelt. Die Fraunhofer-Allianz Bau legt ihren Forschungsschwerpunkt auf Fragen zur Nachhaltigkeit und Ressourcenschonung, aber auch auf den Aspekt der Gesundheitsverträglichkeit des Bauens und Wohnens sowie auf Problemstellungen von Produkt-, System- und Prozessoptimierung.
Das Fraunhofer IBP ist Mitglied im Fraunhofer-Verbund MATERIALS. Dieser Verbund bündelt die Kompetenzen der materialwissenschaftlich orientierten Institute der Fraunhofer-Gesellschaft.
Weitere Mitgliedschaften innerhalb der Fraunhofer-Gesellschaft bestehen in der Fraunhofer-Allianz Verkehr. sowie in der Fraunhofer-Allianz Energie Während die Fraunhofer-Allianz Verkehr technische und konzeptionelle Lösungen für öffentliche und industrielle Auftraggeber rund um das Thema Verkehr bietet, bietet die Allianz Energie aus einer Hand alles, was Industrie und Energiewirtschaft an Forschung und Entwicklung brauchen.
Das Fraunhofer IBP ist außerdem innerhalb der Fraunhofer Cluster of Excellence aktiv. Diese fördern die kooperative Entwicklung und Bearbeitung systemrelevanter Themen durch eine institutsübergreifende Forschungsstruktur. Das Fraunhofer IBP ist Teil des Fraunhofer Cluster of Excellence Programmierbare Materialien CPM und des Fraunhofer Cluster of Excellence Integrierte Energiesysteme CINES.
Der Forschungsallianz zum Erhalt des Kulturerbes (FALKE) gehören mit dem Fraunhofer IBP weitere 21 Fraunhofer-Institute und vier externe Partner (Leibniz-Gemeinschaft, Stiftung Preußischer Kulturbesitz, Sächsische Landesbibliothek und Staatliche Kunstsammlungen Dresden) an. Ziele der Forschungsallianz sind bedarfsorientierte gemeinsame Forschung mit den Schwerpunkten auf nationaler und europäischer Ebene sowie eine schnellere Marktüberführung der gewonnenen Forschungsergebnisse.
Das Institut ist einer der Gründungspartner des Energie Campus Nürnberg.

## Akkreditierte Zertifizierungsstelle und Prüflabore
Das Fraunhofer-Institut für Bauphysik IBP betreibt eine „bauaufsichtlich anerkannte Stelle“ für die Prüfung, Überwachung und Zertifizierung von Bauprodukten und Bauarten in Deutschland und Europa.
Fünf Prüflabore des Instituts besitzen die flexible Akkreditierung nach DIN EN/ISO/IEC 17025 der Deutschen Akkreditierungsstelle GmbH (DAkkS):
- Feuerstätten, Abgasanlagen[14]
- Bauakustik, Schallimmissionsschutz[15]
- Wärme-Kennwerte[16]
- Feuchte, Mineralische Werkstoffe[17]
- Emissionen, Umwelt und Hygiene[18]

Mit der Zuerkennung dieser Akkreditierungsstufe ist die Prüfstelle berechtigt, neue Prüfverfahren zu entwickeln sowie vorhandene zu modifizieren.

## Infrastruktur
Ende 2023 waren 270 Mitarbeiterinnen und Mitarbeiter (Stammbelegschaft, ohne wissenschaftliche Hilfskräfte und Auszubildende) am Fraunhofer IBP beschäftigt. Der Betriebshaushalt lag im Geschäftsjahr 2023 bei 31,4 Millionen Euro. Rund 45 % des Betriebshaushalts waren Erträge aus der Auftragsforschung der Wirtschaft. Die restlichen Mittel kamen aus zweckgebundenen Mitteln des Bundes und der Länder sowie aus Mitteln der Europäischen Union.